# Primula humilis
Primula humilis là một loài thực vật có hoa trong họ Anh thảo. Loài này được Pax & K. Hoffm. miêu tả khoa học đầu tiên năm 1921.